# Campionato Italiano Slalom 2016
Il Campionato Italiano Slalom (CIS) 2016 si è svolto tra il 10 aprile e il 9 ottobre 2016 in 8 gare distribuite in sei regioni diverse. Il titolo di campione italiano slalom è stato vinto per la seconda volta da Salvatore Venanzio, mentre quello di campione under 23 è stato vinto da Vincenzo Manganiello.

## Calendario e risultati
| Tappa | Data         | Slalom                                 | Sede             | Vincitore            |
| ----- | ------------ | -------------------------------------- | ---------------- | -------------------- |
| 1     | 10 aprile    | Slalom Somano-Bossolasco               | Somano           | Fabio Emanuele       |
| 2     | 24 aprile    | Slalom Torregrotta-Roccavaldina        | Torregrotta      | Salvatore Venanzio   |
| 3     | 22 maggio    | Slalom Città di Campobasso             | Campobasso       | Saverio Miglionico   |
| 4     | 5 giugno     | Slalom dell'Agro Ericino               | Valderice        | Giuseppe Castiglione |
| 5     | 19 giugno    | Maxi slalom Salerno-Croce di Cava      | Cava de' Tirreni | Saverio Miglionico   |
| 6     | 10 luglio    | Slalom dei colli Euganei Città di Este | Este             | Salvatore Venanzio   |
| 7     | 25 settembre | Slalom Città di Bolca                  | Vestenanova      | Salvatore Venanzio   |
| 8     | 9 ottobre    | Slalom monte Condrò                    | Serrastretta     | Fabio Emanuele       |

## Classifiche

### Sistema di punteggio
Per il titolo di campione italiano slalom 2016 il regolamento sportivo prevede la partecipazione ad almeno 5 gare di campionato affinché i punti ottenuti siano considerati validi. Il punteggio in classifica assoluta è dato dalla somma dei cinque migliori punteggi totalizzati nelle singole gare mentre i restanti punteggi vengono scartati. In ciascuna gara di campionato vengono attribuiti tre punteggi, sommati tra loro, ai primi 15 classificati assoluti in base alla posizione in classifica assoluta, di gruppo e di classe secondo i seguenti schemi:
| Posizione assoluta | 1ª | 2ª | 3ª | 4ª | 5ª | 6ª | 7ª | 8ª | 9ª | dalla 10ª alla 15ª |
| Punti              | 15 | 12 | 10 | 8  | 6  | 5  | 4  | 3  | 2  | 1                  |

| Posizione di Gruppo | 1ª | 2ª | 3ª | 4ª | 5ª | 6ª | 7ª | dalla 8ª alla 10ª |
| Punti               | 10 | 8  | 6  | 5  | 4  | 3  | 2  | 1                 |

| Posizione di Classe            | 1ª | 2ª | 3ª | 4ª | 5ª | 6ª | 7ª | 8ª |
| Punti (fino a 3 classificati)  | 5  | 3  | -  | -  | -  | -  | -  | -  |
| Punti (da 4 a 6 classificati)  | 7  | 5  | 3  | 1  | -  | -  | -  | -  |
| Punti (da 7 a 10 classificati) | 9  | 7  | 5  | 3  | 2  | 1  | -  | -  |
| Punti (oltre 10 classificati)  | 10 | 8  | 6  | 5  | 4  | 3  | 2  | 1  |

I punti cumulati sia nell'ultima che nella penultima gara in calendario sono moltiplicati per un coefficiente 1,5.
Per il titolo di campione under 23 2016 sono considerati validi i punti ottenuti in almeno 3 gare di campionato e i punteggi vengono attribuiti in base alla posizione in classifica di classe di ciascuna gara secondo il seguente schema:
| Posizione di Classe | 1ª | 2ª | 3ª | 4ª | 5ª | 6ª | 7ª | 8ª |
| Punti               | 10 | 8  | 6  | 5  | 4  | 3  | 2  | 1  |

### Classifica campionato italiano piloti
| Pos | Pilota               | Vettura                   | Gruppo-Classe | SOM  | TOR  | CBS  | AGE  | SAL  | EUG | BLC  | CND  | Punti validi |
| --- | -------------------- | ------------------------- | ------------- | ---- | ---- | ---- | ---- | ---- | --- | ---- | ---- | ------------ |
| 1   | Salvatore Venanzio   | Radical SR4               | SPS-2         | (21) | 34   | 25   | (21) | (25) | 30  | 45   | 34,5 | 168,5        |
| 2   | Fabio Emanuele       | Osella PA 9/90 Alfa Romeo | SPS-3         | 30   | 25   | (21) | (20) | (21) | 25  | 40,5 | 48   | 168,5        |
| 3   | Saverio Miglionico   | Radical SR4               | SPS-2         |      | (13) | 32   | (11) | 32   | 19  | 28,5 | 27   | 138,5        |
| 4   | Vincenzo Manganiello | Fiat 126                  | P-2           | 24   | (18) |      |      | 18   | 21  | 28,5 | 24   | 115,5        |
| 5   | Luigi Vinaccia       | Osella PA 9/90 Alfa Romeo | SPS-3         | 23   | (11) | (5)  | 11   | 16   |     | 27   | 37,5 | 114,5        |
| 6   | Luigi Sambuco        | Fiat 127                  | S-3           | 18   |      | 19   |      | 16   | 19  |      | 19,5 | 91,5         |
| 7   | Antonio Buonansegna  | Radical SR4               | SPS-2         | 16   | (1)  | 9    | (2)  | 9    | 13  | 12   | (3)  | 59           |
| Pos | Pilota               | Vettura                   | Gruppo-Classe | SOM  | TOR  | CBS  | AGE  | SAL  | EUG | BLC  | CND  | Punti validi |

Tra parentesi i punteggi scartati.

Seguono altri 48 piloti senza punti validi.

### Classifica campionato piloti under 23
| Pos | Pilota               | Vettura  | Gruppo-Classe | SOM | TOR | CBS | AGE | SAL | EUG | BLC | CND | Punti validi |
| --- | -------------------- | -------- | ------------- | --- | --- | --- | --- | --- | --- | --- | --- | ------------ |
| 1   | Vincenzo Manganiello | Fiat 126 | P-2           | 10  | 10  |     | 8   | 8   | 10  | 10  | 10  | 66           |
| 2   | Andrea Grammatico    | Fiat 127 | S-3           | 6   | 5   | 6   | 4   | 8   | 10  | 8   |     | 47           |
| Pos | Pilota               | Vettura  | Gruppo-Classe | SOM | TOR | CBS | AGE | SAL | EUG | BLC | CND | Punti validi |

Seguono altri 19 piloti senza punti validi.